# Furcoppia breviclavata
Furcoppia breviclavata är en kvalsterart som först beskrevs av Aoki 1984.  Furcoppia breviclavata ingår i släktet Furcoppia och familjen Astegistidae. Inga underarter finns listade i Catalogue of Life.